# Liste der denkmalgeschützten Objekte in Koppl
Die Liste der denkmalgeschützten Objekte in Koppl enthält die 7 denkmalgeschützten, unbeweglichen Objekte der Gemeinde Koppl.

## Denkmäler
| Foto |                 | Denkmal                                                                       | Standort                                    | Beschreibung | Metadaten |
| ---- | --------------- | ----------------------------------------------------------------------------- | ------------------------------------------- | --- | --- |
| ja   | Datei hochladen | sog. Moarhäusl, Stöckl zum Braugasthof HERIS-ID: 52800 Objekt-ID: 60453       | Brauhausstraße 2 Standort KG: Heuberg I     | Das Moarhäusl zum Gut Guggenthal dürfte das alte Haupthaus der Meierei von Schloss Guggenthal sein. Es gehört zum Altbestand des Anwesens (im Kern vielleicht barock oder älter), und ist seitlich durch neuere Zubauten ergänzt.                                                                 | BDA-Hist.: Q64512821 Status: Bescheid Stand der BDA-Liste: 2025-06-30 Name: sog. Moarhäusl, Stöckl zum Braugasthof GstNr.: 979/5 Braugasthof Guggenthal        |
| ja   | Datei hochladen | Schmiedhäusl, Alte Schmiede (Hufschmiedhaus) HERIS-ID: 52799 Objekt-ID: 60452 | Brauhausstraße 3 Standort KG: Heuberg I     | Die Hufschmiede zum Gut Guggenthal war bis um die Jahrhundertwende zum 20. Jahrhundert in Betrieb. Sie dürfte ebenfalls zum Altbestand gehören. | BDA-Hist.: Q64512820 Status: Bescheid Stand der BDA-Liste: 2025-06-30 Name: Schmiedhäusl, Alte Schmiede (Hufschmiedhaus) GstNr.: 929/2                         |
| ja   | Datei hochladen | Braugasthof HERIS-ID: 52801 Objekt-ID: 60454                                  | Brauhausstraße 4 Standort KG: Heuberg I     | Das Brauereigebäude zum Gut Guggenthal wurde 1863 bis 1864 vom Baumeister Valentin Ceconi erbaut. Er war bis 1990 in Betrieb, und steht heute leer. | BDA-Hist.: Q64512822 Status: Bescheid Stand der BDA-Liste: 2025-06-30 Name: Braugasthof GstNr.: 979/5 Braugasthof Guggenthal                                   |
| ja   | Datei hochladen | Villa Ceconi und Spießbraterei HERIS-ID: 57486 Objekt-ID: 67585               | Brauhausstraße 5 Standort KG: Heuberg I     | Das Herrenhaus der Brauerei Gut Guggenthal wurde 1863 bis 1864 vom Baumeister Valentin Ceconi erbaut. | BDA-Hist.: Q64512824 Status: Bescheid Stand der BDA-Liste: 2025-06-30 Name: Villa Ceconi und Spießbraterei GstNr.: 929/2 Villa Ceconi und Spießbraterei, Koppl |
| ja   | Datei hochladen | Ansitz, ehem. Jagdschloss Guggenthal HERIS-ID: 15870 Objekt-ID: 12122         | Wolfgangseestraße 20 Standort KG: Heuberg I | Identadresse Brauhausstraße 4. Guggenthal ist schon 1272 erwähnt, 1588 das Gut. Das Herrenhaus wurde unter Paris Lodron wohl von Santino Solari erbaut (1. Hälfte 17. Jahrhundert), war dann Jagdschloss der Bischöfe von Chiemsee, die auch Koppl besaßen. Heute Privatbesitz, aber leerstehend. | BDA-Hist.: Q1311033 Status: Bescheid Stand der BDA-Liste: 2025-06-30 Name: Ansitz, ehem. Jagdschloss Guggenthal GstNr.: 988/3 Schloss Guggenthal               |
| ja   | Datei hochladen | Kath. Filialkirche hl. Kreuz HERIS-ID: 15869 Objekt-ID: 12119                 | Brauhausstraße 9 Standort KG: Heuberg I     | Die Filialkirche zum hl. Kreuz (und hl. Elisabeth) zum Gut Guggenthal wurde 1863 bis 1864 vom Baumeister Valentin Ceconi im neugotischen Stil erbaut. | BDA-Hist.: Q1412841 Status: Bescheid Stand der BDA-Liste: 2025-06-30 Name: Kath. Filialkirche hl. Kreuz GstNr.: 929/1 Filialkirche Guggenthal                  |
| ja   | Datei hochladen | Kath. Pfarrkirche hl. Jakobus d. Ä. HERIS-ID: 15866 Objekt-ID: 12113          | Dorfstraße 8 Standort KG: Koppl             | Die Kirche wird bereits im 13. Jahrhundert als Vikariatskirche von Seekirchen erwähnt. Nach einem Brand am 23. Juli 1816 wurde die Kirche am 12. Juli 1886 von Erzbischof Franz Albert Eder wieder eingeweiht.                                                                                    | BDA-Hist.: Q37799312 Status: § 2a Stand der BDA-Liste: 2025-06-30 Name: Kath. Pfarrkirche hl. Jakobus d. Ä. GstNr.: .74 Pfarrkirche Koppl                      |

## Ehemalige Denkmäler
| Foto |                 | Denkmal                                                                  | Standort                                | Beschreibung | Metadaten |
| ---- | --------------- | ------------------------------------------------------------------------ | --------------------------------------- | --- | --- |
| ja   | Datei hochladen | Brauereigebäude, Bankettzentrum HERIS-ID: 59847 Objekt-ID: 71466bis 2018 | Brauhausstraße 1 Standort KG: Heuberg I | Das Brauereigebäude zum Gut Guggenthal wurde 1863 bis 1864 vom Baumeister Valentin Ceconi erbaut. Der fast 90 Meter lange, mehrstöckige Bau ist durch drei Risalittrakte gegliedert. Die Brauerei war bis 1916 in Betrieb, der Bau steht heute leer und ist in schlechtem Zustande und verstärkt Ziel von Vandalismus. Ein Großbrand zerstört im Juni 2018 das eigentliche Brauereigebäude zusätzlich. Das Bundesdenkmalamt hat den Denkmalschutz im November 2018 aufgehoben. | BDA-Hist.: Q1556935 Status: Bescheid Stand der BDA-Liste: 2018-01-22 Name: Brauereigebäude, Bankettzentrum GstNr.: 929/2 Brauereigebäude Guggenthal |